# All I Need (chanson)
Pour les articles homonymes, voir All I Need.
Singles de Radiohead
Harry Patch (In Memory Of)
(2009)
All I Need est une chanson du groupe de rock anglais Radiohead. La chanson a été écrite et enregistrée par le groupe pour leur septième album studio In Rainbows (2007), et a été produite Nigel Godrich. En plus d'être l'une des chansons d'amour les plus directes de l'album, All I Need est une chanson pessimiste dans laquelle le chanteur Thom Yorke chante l'obsession et l'amour non partagé.
Avant sa sortie officielle sur In Rainbows, la chanson fut inaugurée en direct par Radiohead lors d'un concert à Chicago en juin 2006.
Afin de soutenir la campagne contre le trafic d'êtres humains de MTV EXIT, Radiohead a produit une vidéo pour All I Need, réalisée par Steve Rogers et diffusée le 1er mai 2008. Le clip, qui met en scène le contraste entre la vie de deux jeunes garçons - un enfant issu d'un milieu aisé, et un second issu d'un milieu ouvrier, fut un succès critique et remporta de nombreux prix. Le 5 janvier 2009, All I Need toucha les auditeurs des radios de rock alternatif aux États-Unis en sortant comme le cinquième et dernier single de In Rainbows.

## Contexte
All I Need a été enregistrée par Radiohead pour leur septième album studio In Rainbows (2007). Le guitariste Jonny Greenwood, lors de l'enregistrement de la chanson, voulait retrouver la sensation de bruit blanc généré par « un groupe qui joue bruyamment dans une pièce, quand "ce chaos fait tout voler" ». Face à l'incapacité de produire le son souhaité tout en prenant en compte les limites d'un studio d'enregistrement formel, Greenwood avait une section de cordes, The Millennia Ensemble, pour jouer chaque note de la gamme et assourdir les fréquences audio. Il a également intégré ses propres sonorités alto. Dans une interview donnée à NME le chanteur Thom Yorke a révélé que la version finale de la chanson « est le résultat de quatre versions différentes », avec « tous les meilleurs morceaux mis ensemble ».
En juin 2006, le producteur Nigel Godrich publie un clip mettant en avant diverses sessions d'enregistrement de l'album In Rainbows sur le blog de Radiohead Dead Air Space, dont l'un était All I Need. La chanson fut inaugurée lors d'un concert de Radiohead le 20 juin 2006, à l'Auditorium Theatre à Chicago,. Avant de la jouer, Yorke annonce à l'audience qu'ils avaient juste « esquissé [la chanson] plus tôt et pourraient se tromper ».

## Composition
Avec une durée de 3 minutes et 48 secondes, All I Need est une chanson sombre avec des paroles autour de l'obsession et de l'amour,. La chanson, qui conclut la première moitié de In Rainbows a été décrite par Robert Sandall du Daily Telegraph comme la chanson d'amour « la plus directe » de Yorke, tandis que Rolling Stone la cite comme l'une des « chansons d'amour les plus intenses [qu'il] n'a jamais chanté ».
Brian Howe, de Paste, a écrit que la chanson « contraste d'amples chevrotements de la basse avec un glockenspiel concis et discret » Les paroles de Yorke incorporent des métaphores décrivant un amour non partagé, avec le protagoniste de la chanson qui se présente comme « un animal pris au piège dans ta voiture chaude ». Dans son refrain, il chante : « Tu es tout ce dont j'ai besoin / Tu es tout ce dont j'ai besoin / Je suis au milieu d'une image / Allongé dans les roseaux » La chanson se termine sur un point culminant, sans aucun rapport avec le verset ou le chorus, concluant la chanson. All I Need se brise en un crescendo final qui fait de la chanson « la plus cathartique » de l'album, avec Yorke chantant à plusieurs reprises les lignes « Tout va bien, tout va mal » alors que Phil Selway ajoute ses cymbales crash à ce crescendo,. Le rythme de piano récurrent dans cette section est le rythme maximal : une distribution des 5 attaques dans une grille de 8 points d'attaques.

## Réception
Le 5 janvier 2009, TBD Records et ATO Records diffusent All I Need à la radio alternative adulte américaine, marquant le cinquième et dernier single de In Rainbows. Un CD-piste du single a été distribué par TBD Records pour des fins promotionnelles pour coïncider avec la sortie à la radio, comprenant des étiquettes détaillant les nominations de Radiohead lors de la 51e cérémonie des Grammy Awards.

## Clip vidéo
Radiohead a produit le clip de All I Need en collaboration avec MTV, à l'appui de la campagne EXIT de ces derniers, qui vise à promouvoir la sensibilisation et la prévention du trafic d'êtres humains et l'esclavage moderne. Le chanteur Thom Yorke a exprimé son soutien pour le projet, en disant : « C'est cool que MTV prenne cette initiative, parce que normalement, c'est quelque chose dont je n'entends parler que par des gens qui sont considérés comme d'« extrême-gauche ». C'est bien de toucher le grand public, parce que je ne considère pas que ce soit une question de gauche uniquement. Je la considère comme une question politique de stabilité ». En outre, Yorke a ajouté : « S'ils peuvent faire quelque chose avec laquelle nous sommes en phase, et pour laquelle les politiciens occidentaux sont partants, eh bien, alors nous participerons à cette bonne action ».
La vidéo, réalisée par Steve Rogers et tournée en Australie par John Seale, est diffusée le 1er mai 2008,. Il est filmé en écrans divisés et met en scène un jour dans la vie contrastée de deux enfants aux antipodes du monde : un jeune garçon occidental habitant dans une zone industrielle prospère, et un autre jeune garçon habitant dans l'Est contraint de travailler dans un atelier qui produit des chaussures. Vers la fin de la vidéo, il est révélé que les chaussures pour le premier garçon sont un produit de l'atelier de misère dans laquelle le second garçon travaille. Le clip recueillit beaucoup d'éloges et reçut seize prix, y compris celui de l'UNICEF - CASBAA Asia-Pacific Child Rights Award, et le Lion de Bronze au Festival international de la créativité de Cannes.

## Interprètes
Crédits tirés des notes de In Rainbows.
| Radiohead - Thom Yorke - chant, piano, basse du clavier - Jonny Greenwood - clavier, glockenspiel, alto, arrangement des cordes - Colin Greenwood - basse - Ed O'Brien - autoharp, effets de guitare - Phil Selway - percussions | Personnel supplémentaire - Nigel Godrich - production, mélange, ingénierie - Dan Grech-Marguerat - ingénierie - Bob Ludwig - mastering - Le Millennia Ensemble - cordes - Hugo Nicolson - ingénierie - Graeme Stewart - préproduction - Richard Woodcraft - ingénierie |